# Stickkörvel
Stickkörvel (Turgenia latifolia) är en flockblommig växtart som först beskrevs av Carl von Linné, och fick sitt nu gällande namn av Franz Georg Hoffmann. Enligt Catalogue of Life ingår Stickkörvel i släktet stickkörvlar och familjen flockblommiga växter, men enligt Dyntaxa är tillhörigheten istället släktet stickkörvlar och familjen flockblommiga växter. Arten förekommer tillfälligt i Sverige, men reproducerar sig inte. Inga underarter finns listade i Catalogue of Life.